# Prefettura apostolica delle Isole Falkland o Malvine
La prefettura apostolica delle Isole Falkland o Malvine (in latino Praefectura Apostolica de Insulis Falkland seu Malvinis) è una sede della Chiesa cattolica nel Regno Unito. Nel 2022 contava 400 battezzati su 3.647 abitanti. La sede è vacante.

## Territorio
La prefettura apostolica comprende le isole Falkland.
Sede prefettizia è la città di Stanley, dove si trova la chiesa di Santa Maria, sede dell'unica parrocchia della prefettura apostolica.

## Storia
La prefettura apostolica è stata eretta il 10 gennaio 1952 con la bolla In Nostris di papa Pio XII. Le isole erano appartenute al vicariato apostolico delle Magellane-Isole Malvine. Il 27 gennaio 1947 il vicariato apostolico era stato elevato a diocesi di Punta Arenas con la bolla Ut in amplissimo dello stesso papa Pio XII, che escludeva le isole Falkland o Malvine dal territorio della nuova diocesi, in vista dell'erezione di una circoscrizione ecclesiastica propria.
Dal 1º ottobre 1986 l'ordinario della prefettura apostolica è anche superiore della missione sui iuris di Sant'Elena, Ascensione e Tristan da Cunha.

## Cronotassi dei prefetti
Si omettono i periodi di sede vacante non superiori ai 2 anni o non storicamente accertati.
- James Ireland, M.H.M. † (28 marzo 1952 - 1973 deceduto)
- Daniel Martin Spraggon, M.H.M. † (7 maggio 1973 - 27 settembre 1985 deceduto)
- Anton Agreiter, M.H.M. † (1º ottobre 1986 - 9 agosto 2002 dimesso)
- Michael Bernard McPartland, S.M.A. † (9 agosto 2002 - 29 settembre 2016 ritirato)
  - Sede vacante (dal 2016)
  - Hugh Allan, O. Praem. (29 settembre 2016[1] - 18 luglio 2024 cessato) (amministratore apostolico)
  - Tom Thomas Pattasseril, I.C., dal 18 luglio 2024 (amministratore apostolico)[2]

## Statistiche
La prefettura apostolica nel 2022 su una popolazione di 3.647 persone contava 400 battezzati, corrispondenti all'11,0% del totale.
| anno | popolazione | popolazione | popolazione | presbiteri | presbiteri | presbiteri | presbiteri                | diaconi | religiosi | religiosi | parrocchie |
| anno | battezzati  | totale      | %           | numero     | secolari   | regolari   | battezzati per presbitero | diaconi | uomini    | donne     | parrocchie |
| ---- | ----------- | ----------- | ----------- | ---------- | ---------- | ---------- | ------------------------- | ------- | --------- | --------- | ---------- |
| 1969 | 240         | 2.200       | 10,9        |            |            |            |                           |         | 1         |           | 1          |
| 1980 | 190         | 1.900       | 10,0        | 2          |            | 2          | 92                        |         | 2         |           | 1          |
| 1990 | 250         | 2.150       | 11,6        | 2          |            | 2          | 125                       |         | 3         |           | 1          |
| 1999 | 580         | 4.300       | 13,5        | 1          |            | 1          | 580                       |         | 2         | 1         | 1          |
| 2001 | 580         | 4.200       | 13,8        | 1          |            | 1          | 580                       |         | 2         | 1         | 1          |
| 2002 | 230         | 2.379       | 9,7         |            |            |            |                           |         |           | 1         | 1          |
| 2003 | 230         | 2.379       | 9,7         |            |            |            |                           |         |           |           | 1          |
| 2004 | 230         | 2.379       | 9,7         | 1          | 1          |            | 230                       |         |           |           | 1          |
| 2010 | 300         | 3.000       | 10,0        | 1          | 1          |            | 300                       |         |           |           | 1          |
| 2014 | 300         | 3.000       | 10,0        | 1          |            | 1          | 300                       |         | 1         |           | 1          |
| 2017 | 300         | 3.000       | 10,0        | 2          |            | 2          | 150                       |         | 2         |           | 1          |
| 2020 | 400         | 2.921       | 13,7        | 2          |            | 2          | 200                       |         | 2         |           | 1          |
| 2022 | 400         | 3.647       | 11,0        | 2          |            | 2          | 200                       |         | 2         |           | 1          |